# أنسة مولى النبي محمد
أنسة مولى النبي محمد صحابي كان من موالي النبي محمد، كنيته أبا مسروح، هاجر وشهد مع النبي محمد المشاهد كلها، مات في خلافة الصديق. لما هاجر أنسة مولى النبي محمد نزل على كلثوم بن الهدم، وقيل على سعد بن خيثمة. وكان يأذن على النبي محمد، وكان من مولّدة السراة.